# Rugocepheus formosus
Rugocepheus formosus is een mijtensoort uit de familie van de Carabodidae. De wetenschappelijke naam van de soort werd voor het eerst geldig gepubliceerd in 2009 door Mahunka.